# Letitia Baldrige
Letitia Baldrige (1925) é uma ex-secretária social dos Estados Unidos e especialista em etiqueta.